# 太田市立尾島中学校
太田市立尾島中学校（おおたしりつ おじまちゅうがっこう）は、群馬県太田市にある公立中学校。

## 概要
旧尾島町の最終町長（現・太田市教育長（初代））である相澤邦衛も1992年から1995年の7月まで校長を任務していた。

### 所在地
- 群馬県太田市亀岡町584番地1

## 歴史
1945年開校

## 学区
- 尾島地域全域[1]

## 学校周辺
- 国道17号 上武道路
- 新上武大橋
- ベイシア尾島店
- 太田市立尾島小学校

## 主な出身者
- 竹澤稔裕（柔道家）
- 田中宏武（サッカー選手）